# 流水三十章
《流水三十章》，王安忆的第三部长篇小说。

## 内容
全书分作四章，分别是：
- 第一章：童年

- 第二章：少年

- 第三章：金刚嘴

- 第四章：成年

## 角色
- 张达玲：母亲原是一个富家小姐，父亲是小业主，张达玲从小被送养到乡下，后来接回上海市读书，中学赶上了文化大革命，下放插队，当了8年知识青年，然后再回到上海市。

## 主题和风格
《流水三十章》以“张达玲”作主人公，张达玲原本可以读书上大学找一份好工作，但是遭遇文化大革命，大学停止招收学生，她不得不下放当知识青年，当她回到上海市，却没有文化和知识，又跟不上时代，讲述特殊政治气候下，人的命运轨道被残酷地改变，女人的成长更加艰辛。